# Успение Богородично (Скрижово)
Вижте пояснителната страница за други значения на Успение Богородично.
„Успение Богородично“ (на гръцки: Κοιμήσεως Θεοτόκου Σκοπιάς) е българска възрожденска църква в зъхненското село Скрижово (Скопия), Гърция, част от Зъхненската и Неврокопска епархия. Църквата е построена в XIX век. В архитектурно отношение представлява класическата за епохата трикорабна базилика. Според Георги Стрезов в 1891 година църквата е подчинена на Българската екзархия.